# Concentra-Haus

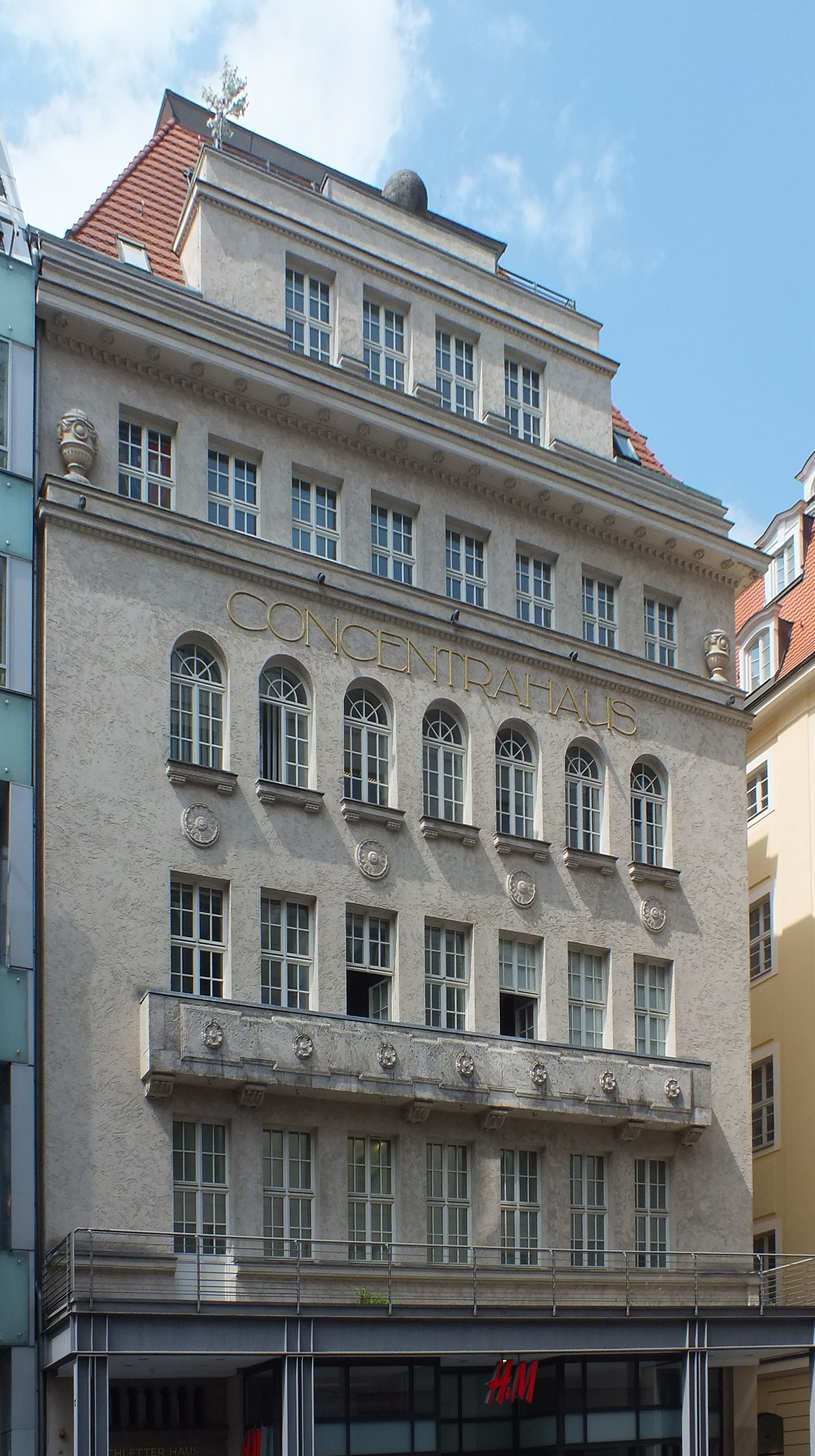
Das Concentra-Haus (2016)

Das Concentra-Haus ist ein Geschäftshaus in der Leipziger Petersstraße, Ecke Sporergäßchen. Es wurde 1920 als Messehaus errichtet. Heute hat ein schwedischer Bekleidungskonzern hier ein Filialgeschäft.

## Das Gebäude
Der fünfgeschossige Putzbau besitzt nach der Petersstraße in den Hauptetagen sieben Fensterachsen und nach dem Sporergäßchen elf. Nach der Petersstraße hat das Erdgeschoss einen altanartigen Stahlrahmenvorbau. Im zweiten Obergeschoss reicht ein Balkon fast über die gesamte Fassadenbreite. Der dritte Stock besitzt Rundbogenfenster. Über dem breiten Gesims über dem vierten Obergeschoss beginnt ein gestuftes Pyramidendach, das nach der Petersstraße und dem Sporergäßchen je ein breites Frontispiz aufweist. Die Dachlandschaft entlang dem Sporergäßchen ist unregelmäßig gestaltet.
An Bauschmuck besitzt das im Stil des Traditionalismus errichtete Gebäude unter den Fenstern des dritten Stocks vier große Rosetten und darüber in Goldbuchstaben den Hausnamen. Das vierte Obergeschoss flankieren zwei klassizistische Vasen, und das Frontispiz zur Petersstraße krönt auf einer Abtreppung eine Kugel. Das Haus steht unter Denkmalschutz.

## Geschichte

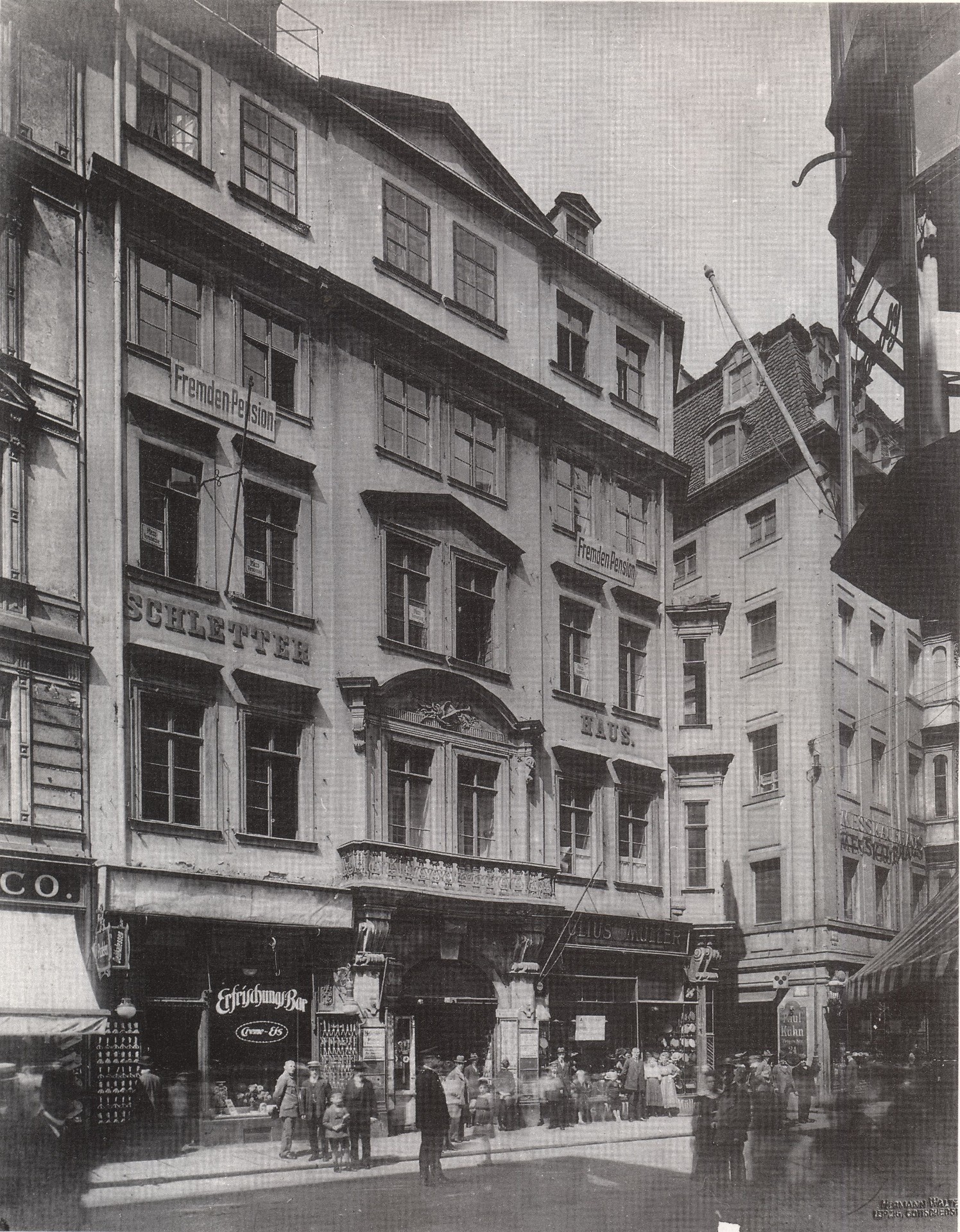
Das Schletterhaus um 1910

Die erste Erwähnung eines Gebäudes auf dem Grundstück datiert auf das Jahr 1589, als Franz Romanus (1550–1636) das Haus von Christoph von Hoym gekauft hatte. Der darin betriebene Weinschank und damit auch das Haus führten den Namen „Zum großen Christoph“. Später hieß es nach den Besitzern Kobsches Haus und Küstnersches Haus. 1836 kam es in den Besitz des Kaufmanns Adolf Heinrich Schletter (1793–1853) und wurde damit zum „Schletterhaus“. Diesen Namen behielt es auch, als es 1853 Schletter der Stadt vererbte und diese es 1863 zugunsten der Schletter’schen Stiftung verkaufte.
1920 wurde das Schletterhaus abgerissen und durch Otto Droge (1885–1970) ein Messehaus für die Firma „Concentra“ errichtet. Concentra war die 1917 für den Nürnberger Spielwarenhersteller Bing gegründete Vertriebsfirma. Im Erdgeschoss befand sich eine Filiale der Mitteldeutschen Creditbank (ab 1929 zur Commerzbank). Später residierte hier das „Café Centra“, für das noch ein nach der Petersstraße gelagerter Vorbau errichtet worden war. Café und Vorbau verschwanden bei der Sanierung 1995/1996 zugunsten der Textilhandelsfirma.